# Harrison Schreiber
Harrison Luc Schreiber (* 6. Juli 2001 in New York City, New York) ist ein US-amerikanisch-deutscher Eishockeyspieler, der seit Januar 2019 beim EHC Kloten aus der Schweizer National League unter Vertrag steht und dort auf der Position des Centers bzw. linken Flügelstürmers spielt.

## Karriere
Schreiber spielte im Alter von neun Jahren erstmals für den EV Zug. 2012 kehrte er mit seiner Familie nach Nordamerika zurück und durchlief das US-amerikanische Highschool-System. Zwischen 2015 und 2018 spielte er für die Mamaroneck High School. Zur Saison 2018/19 kehrte er in die Schweiz zum EV Zug zurück, ehe er im Januar 2019 innerhalb der Schweizer U20-Liga (Novizen) zum EHC Kloten wechselte. Im Spieljahr 2020/21 absolvierte er auf Leihbasis sieben Partien für den EHC Winterthur.
In der Saison 2021/22 gab er sein Debüt für die Herrenmannschaft des Vereins in der zweitklassigen Swiss League. In der Saison 2021/22 stieg der EHC Kloten als Meister der zweiten Spielklasse direkt in die höchste Liga des Schweizer Eishockeys auf.

## Erfolge und Auszeichnungen
- 2022 Meister der Swiss League und Aufstieg in die National League mit dem EHC Kloten

## Karrierestatistik
Stand: Ende der Saison 2024/25
(Legende zur Spielerstatistik: Sp oder GP = absolvierte Spiele; T oder G = erzielte Tore; V oder A = erzielte Assists; Pkt oder Pts = erzielte Scorerpunkte; SM oder PIM = erhaltene Strafminuten; +/− = Plus/Minus-Bilanz; PP = erzielte Überzahltore; SH = erzielte Unterzahltore; GW = erzielte Siegtore; 1 Play-downs/Relegation; Kursiv: Statistik nicht vollständig)